# Time's Up
Time's Up é o segundo álbum de estúdio da banda americana de funk metal Living Colour. O álbum foi lançado em 28 de agosto de 1990 pela gravadora Epic Records. O álbum apresenta uma grande variedade de gêneros e também inclui aparições de Queen Latifah, Little Richard, Doug E. Fresh, Maceo Parker e James Earl Jones. Depois que o álbum foi lançado, foi certificado ouro nos Estados Unidos, alcançou a posição #13 na Billboard 200, e, mais tarde, ganhou um Grammy de melhor álbum de hard rock do ano. É o último álbum a ter a participação de Muzz Skillings no baixo, embora não fosse seu último lançamento com a banda (já que ele apareceu no EP Biscuits, de 1991). Em algumas edições do álbum a canção "History Lesson" é escrita como "Our History Lesson".

## Faixas
| N.º | Título                     | Duração |  |
| 1.  | "Time's Up"                | 3:05    |  |
| 2.  | "History Lesson"           | 0:52    |  |
| 3.  | "Pride"                    | 4:55    |  |
| 4.  | "Love Rears Its Ugly Head" | 4:19    |  |
| 5.  | "New Jack Theme"           | 3:30    |  |
| 6.  | "Someone Like You"         | 3:47    |  |
| 7.  | "Elvis Is Dead"            | 3:50    |  |
| 8.  | "Type"                     | 6:26    |  |
| 9.  | "Information Overload"     | 6:11    |  |
| 10. | "Under Cover of Darkness"  | 4:17    |  |
| 11. | "Ology"                    | 1:07    |  |
| 12. | "Fight the Fight"          | 4:32    |  |
| 13. | "Tag Team Partners"        | 0:48    |  |
| 14. | "Solace of You"            | 3:38    |  |
| 15. | "This Is the Life"         | 6:23    |  |

Faixas Bônus
| N.º | Título                                          | Duração |  |
| 16. | "Final Solution" (Live in Chicago, Nov. 90)     | 5:44    |  |
| 17. | "Middle Man" (Live in Chicago, Nov. 90)         | 3:40    |  |
| 18. | "Love Rears Its Ugly Head" (aka Soul Power Mix) | 4:05    |  |

## Créditos
Living Colour
- Corey Glover – vocais, guitarra rítmica em "Type"
- Vernon Reid – guitarra
- Muzz Skillings – baixo
- Will Calhoun – bateria

Músicos adicionais
- Akbar Ali - cordas
- Charles Burnham - cordas
- Don Byron - clarinete, saxofone barítono
- Annette Daniels - vocal de apoio
- D.K. Dyson - vocal de apoio
- Doug E. Fresh - percussão, vocais
- Eileen Folson - cordas
- Mick Jagger - vocal de apoio
- Toshinobu Kubota - vocal de apoio
- Little Richard - vocais
- Yubie Navas - vocal de apoio
- Maceo Parker - saxofone
- Queen Latifah - vocais
- Alva Rogers - vocal de apoio
- Rosa Russ - vocal de apoio
- Reggie Workman - cordas
- Derin Young - vocais, vocal de apoio
- Francine Stasium - vocal de apoio

Produção
- Ed Stasium - produtor, engenheiro de som, mixagem
- John Aguto - engenheiro de som assistente
- Greg Calbi - masterização
- Alan Friedman - programação
- Lolly Grodner -  engenheiro de som assistente
- Paul Hamingson - engenheiro de som
- Jeff Lippay - engenheiro de som assistente
- Lex Van Pieterson - fotografia

## Desempenho nas paradas musicais
| Parada musical (1990/1991)         | Melhor posição |
| ---------------------------------- | -------------- |
| Alemanha - Media Control Charts    | 56             |
| Austrália - ARIA Charts            | 15             |
| Canadá - Canada RPM Top 100 Albums | 28             |
| Estados Unidos - Billboard 200     | 13             |
| Japão - Oricon                     | 71             |
| Noruega - VG-lista                 | 16             |
| Nova Zelândia - RIANZ              | 10             |
| Países Baixos - MegaCharts         | 24             |
| Reino Unido - UK Albums Chart      | 20             |
| Suíça - Schweizer Hitparade        | 11             |

## Certificações
| País                  | Certificação | Data                  | Vendas certificadas |
| --------------------- | ------------ | --------------------- | ------------------- |
| Estados Unidos - RIAA | Ouro         | 25 de Outubro de 1990 | 500,000             |